# Powiat Eichsfeld
Powiat Eichsfeld (niem. Landkreis Eichsfeld) – powiat w niemieckim kraju związkowym Turyngia. Siedzibą powiatu jest Heilbad Heiligenstadt.

## Ludność
Przez wieki pozostawał pod zarządem arcybiskupstwa Moguncji. W odróżnieniu od obszarów sąsiednich terytorium Eichsfeld charakteryzuje się przewagą ludności katolickiej (jest to najdalej na północny wschód wysunięty zwarty obszar rzymskokatolicki na terenie RFN).

## Podział administracyjny
W skład powiatu Eichsfeld wchodzą:
- trzy gminy miejskie (Stadt)
- cztery gminy wiejskie (Landgemeinde)
- dwie gminy (Gemeinde)
- sześć wspólnot administracyjnych (Verwaltungsgemeinschaft)

Miasta:
| Lp. | Nazwa miasta          | Ludność (31 grudnia 2018) | Powierzchnia km² |
| --- | --------------------- | ------------------------- | ---------------- |
| 1   | Dingelstädt           | 12.385                    | 118,63           |
| 2   | Heilbad Heiligenstadt | 17.105                    | 70,88            |
| 3   | Leinefelde-Worbis     | 20.124                    | 115,79           |

Gminy wiejskie:
| Lp. | Nazwa gminy   | Ludność (31 grudnia 2018) | Powierzchnia km² |
| --- | ------------- | ------------------------- | ---------------- |
| 1   | Am Ohmberg    | 3.647                     | 31,34            |
| 2   | Niederorschel | 5.466                     | 55,72            |
| 3   | Sonnenstein   | 4.531                     | 94,51            |
| 4   | Uder          | 2.554                     | 13,90            |

Gminy:
| Lp. | Nazwa gminy           | Ludność (31 grudnia 2018) | Powierzchnia km² |
| --- | --------------------- | ------------------------- | ---------------- |
| 1   | Asbach-Sickenberg     | 110                       | 9,78             |
| 2   | Dietzenrode-Vatterode | 131                       | 5,77             |

Wspólnoty administracyjne:
| Lp. | Nazwa wspólnoty administracyjnej | Ludność (31 grudnia 2018) | Powierzchnia km² | Liczba gmin |
| --- | -------------------------------- | ------------------------- | ---------------- | ----------- |
| 1   | Eichsfeld-Wipperaue              | 7.172                     | 60,69            | 5           |
| 2   | Ershausen/Geismar                | 5.014                     | 83,88            | 10          |
| 3   | Hanstein-Rusteberg               | 5.666                     | 75,38            | 14          |
| 4   | Leinetal                         | 6.746                     | 88,74            | 8           |
| 5   | Lindenberg/Eichsfeld             | 6.809                     | 68,93            | 7           |
| 6   | Westerwald-Obereichsfeld         | 4.753                     | 62,72            | 5           |

## Zmiany administracyjne
- 1 stycznia 2023
  - przyłączenie Beberstedt, Bickenriede, Hüpstedt i Zella do miasta Dingelstädt
- 1 stycznia 2024
  - rozwiązanie wspólnoty administracyjnej Uder